# Parafia Matki Bożej Nieustającej Pomocy w Woli Rzędzińskiej
Parafia Matki Bożej Nieustającej Pomocy w Woli Rzędzińskiej – parafia rzymskokatolicka, znajdująca się w diecezji tarnowskiej, w dekanacie Tarnów Wschód.